# 청와대 캐비닛 문건 발견 사건
청와대 캐비넷 문건 발견 사건은  2017년 7월 14일 대한민국 청와대가 박근혜 정부 당시 작성된 문건을 발견했다고 발표하여 일어난 정치적 사건이다.

## 전개

### 문건 발견 발표
7월 14일 청와대 박수현 대변인이 박근혜 정부 당시 민정수석실에서 작성한 것으로 추정되는 약 300종의 문건을 발견하였다고 발표하였다. 청와대는 문건을 7월 3일 민정수석실의 쓰지 않는 케비닛에서 발견했다며, "삼성 경영권 승계 국면을 기회로 활용해야 한다"고 기재되어 있는 문건을 공개하였다.

### 대통령 기록물법 위반 논란
더불어민주당 조응천 의원은 7월 17일 TBS 라디오에 출연하여 "야당에서는 대통령 기록물법 위반이라는 주장이 나온다. 하지만 종이에 메모를 한 부분은 대통령 기록물이 아니지 않나"라는 질문에 "(위반이) 아닌 것으로 보인다"라고 답하였다. 반면 자유한국당 정우택 원내대표는 "대통령지정기록물이 아니라고 주장하지만, 그 판단을 지금 청와대에 있는 공직자가 판단하는 것은 아니지 않나"라며 반박하였다.

### 수사 착수
7월 17일 검찰은 "청와대 캐비닛에서 발견된 전 정권 민정수석실 문건은 청와대와 특검을 거쳐 특수1부로 넘어왔다"며 문건에 대한 수사에 착수하였다.

### 추가 문건 발견
7월 17일 청와대는 청와대 경내 정무수석실 소관 사무실에서 박근혜 정부 대통령 비서실장이 주재한 수석비서관 회의 결과를 비롯한 1,361건의 문건을 추가로 발견했다고 발표하였다.

### 자유한국당의 고발
7월 19일 자유한국당은 이날 “캐비닛 문건은 대통령 지정기록물 해당 가능성이 있는데, 전임 정권 관계자와 대통령기록관리전문위에 사전 문의 없이 공개한 것은 불법”이라며 박수현 청와대 대변인을 대통령기록물관리법 위반 혐의로 고발했다.

### 특검 추가발표
7월 21일 본 문건이 2014년 하반기 당시 우병우 민정비서관의 지시로 민정실 행정관들이 만든 것으로 검찰과 박영수 특별검사팀이 파악했다. 행정관들은 보고서를 만들어 우 비서관에게 보고한 것으로 파악됐다. 특검팀은 21일  이재용 부회장 재판에서 최근 청와대에서 발견된 관련 문건 16건을 추가 증거로 제출했다.

## 증언
보고서를 작성한 김 전 행정관은 보고서가 제작된 2014년 6~9월경, 당시 삼성 현안이 된 사안을 참고 자료로 만들었을 뿐, 윗선의 지시를 받고 작성한 문건이 아니라고 진술하였다.
2017년 7월 25일 서울중앙지법에서 열린 이재용 삼성전자 부회장 등에 대한 44차 공판에는 오후 증인으로 이영상 대검찰청 범죄정보1담당관이 출석했다.  이영상 담당관은 2014년 9월부터 2016년 1월까지 청와대 민정수석실 선임행정관으로 파견근무를 하며 청와대 캐비닛 문건 가운데 일부를 작성한 인물이다.
문건 작성 경위에 대해서 이영상 담당관은 "당시 우병우 민정비서관이 삼성에 대해 검토하라고 지시했다"며 "당시 언론 보도가 이건희 회장 유고에 따른 경영권 승계에 초점이 맞춰졌기에 문건도 그에 맞춰 작성했다"고 밝혔다. 이어 "작성 과정에서 삼성 관계자를 만나거나 삼성 관계자를 만난 행정관 등이 작성에 도움을 준 일이 있느냐"는 특검 질문에는 "그런 일은 없다"고 답했다.
문건에는 '삼성의 현안을 기회로 활용', '경영권 승계 국면에서 삼성이 무엇을 필요로 하는지 파악. 도와줄 것은 도와주면서 국가 경제에 기여하도록' 등의 내용이 담겼다. 검찰 조사에서 이 담당관은 "(경영권 승계 과정에서) 삼성이 흔들리는 것을 원하지 않으며 에버랜드 전환사채처럼 불법적인 일 없이 이뤄지길 바랬다"고 진술하기도 했다.